# Kinds of Kindness
Pour plus de détails, voir Fiche technique et Distribution.
Kinds of Kindness, ou Sortes de gentillesse au Québec, est une comédie noire psychologique irlando-britannico-américaine co-écrite et réalisée par Yórgos Lánthimos, sortie en 2024.
Le réalisateur décrit le film comme « une œuvre contemporaine, se déroulant aux États-Unis – trois histoires différentes, avec quatre ou cinq acteurs qui jouent un rôle donné dans chaque histoire ».
Le film est présenté en compétition officielle au Festival de Cannes 2024, où l'acteur américain Jesse Plemons remporte le prix d'interprétation masculine.

## Synopsis

### La mort de R.M.F. (The death of R.M.F.)
Robert Fletcher est un homme dont tous les détails de la vie sont entièrement contrôlés par son patron Raymond. Ses repas, les vêtements qu'il doit porter chaque jour, la décoration chez lui et même le fait qu'il n'ait pas le droit d'avoir d'enfants avec sa femme sont tous des ordres qui viennent de Raymond. Un jour, Raymond ordonne à Robert de provoquer un accident avec sa voiture et de tuer un homme connu uniquement sous ses initiales « R.M.F. » et qui a pleinement accepté de se faire tuer.
Après avoir échoué à sa mission, Robert rend visite à Raymond et lui avoue qu'il n'est pas capable de commettre un tel acte. Ce dernier lui rappelle sèchement que cela doit être fait. Robert reste sur sa position : Raymond lui dit alors qu'il est libre, et le renvoie chez lui.
Très vite, la vie de Robert commence à s'effondrer. Sa femme Sarah disparaît après qu'il lui a dit toute la vérité sur sa vie et notamment qu'il est responsable des fausses couches qu'elle a endurées. Robert se rend chez Raymond dont la compagne, Vivian, le renvoie brutalement. Ne pouvant plus l'approcher, Robert se met à espionner Raymond afin de pouvoir le confronter. Se tenant en attente dans le parking où Raymond gare sa voiture, il parvient à le rencontrer, lui dit qu'il regrette de ne pas lui avoir obéi et lui demande une seconde chance ; Raymond le repousse vivement.
Essayant par tous les moyens de regagner son respect, Robert essaye de rejouer certains moments de sa vie comme sa rencontre avec sa femme. En rejouant cette scène, il se casse volontairement le doigt de pied pour attirer l'attention de la femme choisie, une jeune femme dénommée Rita. Après lui avoir rendu service en le conduisant à l'hôpital, Rita accepte de dîner avec Robert la semaine suivante mais, via un SMS, Robert apprend que Rita a été transportée aux urgences à la suite d'un accident de voiture. En rendant visite à Rita, Robert découvre rapidement qu'elle est également contrôlée par Raymond, et qu'il l'a chargée de crasher sa voiture sur celle de R.M.F. afin de le tuer.
Robert vole les vêtements d'un médecin, kidnappe R.M.F. qui se trouvait dans le même hôpital, en le plaçant sur une chaise roulante, le jette à l'extérieur du parking et l'écrase plusieurs fois avec sa voiture jusqu'à le tuer. Robert revient ensuite au manoir de Raymond, lui annonçant que sa mission est réussie. Robert, entouré de Vivian et de Raymond, soulage sa conscience en s'affalant sur le canapé avant que tous ne finissent par s'embrasser.

### R.M.F. vole (R.M.F. is flying)
Daniel est un officier de police dont la femme Liz, biologiste marine, a été portée disparue en mer lors d'une expédition. Daniel fait difficilement son deuil, s'enfermant dans ses souvenirs. Son meilleur ami et sa compagne viennent un soir dîner chez lui pour lui tenir compagnie. Daniel, stagnant dans sa névrose des souvenirs, les supplie de regarder avec lui des archives vidéos de Liz. D'abord réticent, le couple finit par céder devant la détresse de Daniel. Le trio finit devant une vidéo de relations sexuelles torrides échangées avec Liz et le couple.
Un jour, on annonce à Daniel que sa femme a été retrouvée vivante sur une île déserte et a été secourue par un hélicoptère, piloté par R.M.F. D'abord heureux de la retrouver, Daniel commence à être de plus en plus méfiant après avoir observé des changements de comportement étranges chez Liz : à peine rentrée de l'hôpital, elle finit entièrement les restes du gâteau au chocolat du frigo alors qu'elle était censée détester cela. Un autre jour, Daniel remarque que Liz a du mal à rentrer dans ses propres chaussures.
Daniel devient tellement obsédé par ces changements qu'il en vient à avoir un comportement erratique au travail. Lors d'un contrôle routier, il tire accidentellement dans la main de l'un des passagers. Pris de remords puis de pulsions psychotiques, il s'excuse et finit par lécher la plaie sanglante de la victime.
Coincé à la maison avec son épouse et sous antipsychotiques, Daniel reste persuadé que la Liz qui vit avec lui n'est pas celle qu'elle prétend être. Il s'enferme dans sa chambre, refuse de manger et de lui adresser la parole. Un jour, Daniel descend enfin de sa chambre et indique à la femme qu'il souhaiterait manger l'un de ses pouces avec du chou cuisinés à la poêle. Liz s'exécute immédiatement, se coupe le pouce et le sert à Daniel après l'avoir cuisiné. Plus tard, Daniel l'informe qu'il a finalement donné le pouce à leur chat. Il lui dit alors qu'il préfèrerait manger quelque chose de plus consistant, comme par exemple l'une des jambes de sa femme ou bien son foie, organe riche en protéines dont il a besoin. Quelques instants après, Daniel descend de sa chambre et retrouve Liz sur un fauteuil, décédée de ses blessures après s'être ouverte le ventre avec un couteau de cuisine pour prendre son foie, étant tombé au sol. Immédiatement après, une autre Liz tape à la porte de Daniel et tous les deux s'embrassent.

### R.M.F. mange un sandwich (R.M.F. eats a sandwich)
Emily et Andrew sont deux membres d'une secte à la recherche d'une femme capable de ramener les morts à la vie. Ils testent une première jeune candidate du nom d'Anna mais celle-ci échoue à réveiller le cadavre d'une morgue. En parallèle, Emily passe régulièrement à la maison de son ex-mari Joseph et de leur fille en faisant attention de ne pas les croiser sur son chemin. Plus tard, au quartier général de la secte, le chef Omi donne à Emily et Andrew des informations sur une autre candidate possible, qui serait la jumelle survivante d'une paire. Lors du rendez-vous avec le père des jumelles, ils découvrent que la survivante avait, elle aussi, trouvé la mort il y a déjà quelques semaines.
Un jour, Emily rêve d'une femme qui la sauve de la noyade dans une piscine au fond de laquelle ses cheveux s'étaient pris dans un filtre. Elle pense que cette femme existe et que c'est l'élue. Alors qu'elle en discute avec Andrew dans un restaurant, Rebecca, une femme ressemblant à celle du rêve d'Emily, s'approche d'eux en leur disant qu'elle sait ce pour quoi ils sont là. Elle leur suggère d'aller voir sa sœur jumelle Ruth, qui serait la candidate parfaite pour leur recherche. Andrew n'y croit pas en rappelant que dans la prophétie, l'une des jumelles doit déjà être décédée.
Plus tard, alors qu'elle quitte discrètement la maison de Joseph et sa fille, Emily les croise qui rentrent d'une promenade. Joseph l'invite à dîner un autre soir, ce qu'Emily accepte. Elle arrive en retard, et sa fille s'est déjà endormie. Joseph lui propose de boire un verre, puis profite de la situation pour la droguer et la violer alors qu'elle est inconsciente. Le lendemain, en se réveillant, Emily se jette dans la baignoire afin de se laver honteusement en sanglots après avoir repris ses esprits. Elle sort ensuite de la maison sous le choc, et est accueillie par Omi et d'autres membres de la secte, qui l'attendaient dehors.
Ils la ramènent au camp puis l'expulsent de la secte après avoir jugé Emily comme "contaminée" car son corps a été "sali" par une personne non-membre de la secte. Décidée à revenir dans la secte à tout prix, Emily part chercher Ruth. En chemin, elle rend visite à Rebecca, qui l'a appelé plus tôt pour lui dire qu'elle serait en mesure de répondre à l'une des exigences pour la prophétie. Lorsqu'Emily arrive chez Rebecca, celle-ci se suicide devant Emily en plongeant dans sa piscine vide.
Emily rend ensuite visite au cabinet vétérinaire de Ruth, accompagnée d'un chien trouvé sur la route et qu'elle blesse volontairement avec un cutter. Peu de temps après la visite, la blessure du chien est déjà complètement guérie et Emily relâche le chien en pleine nature.
Emily retourne au cabinet vétérinaire, assomme Ruth en utilisant un injecteur d'adrénaline puis l'emmène à la morgue, où elle lui ordonne de redonner vie à un corps, qui est celui de R.M.F. Encore sous les effets puissants de somnolence, Ruth est incapable de réagir. Emily pose alors la main de Ruth sur la main du cadavre, et ce dernier se réveille. Heureuse d'avoir trouvée l'élue, Emily célèbre cette réussite en dansant énergiquement sur le parking de la morgue. Sur le chemin vers la secte, elle évite de justesse un accident mais envoie sa voiture contre un poteau, propulsant Ruth à travers le pare-brise. La scène finale est celle du visage ensanglanté de Ruth, dont les yeux ouverts laissent couler des larmes.
Durant les crédits de fin, R.M.F. mange un sandwich dans un restaurant et renverse du ketchup sur sa chemise, puis essuie la sauce en passant un essuie-tout sur les lettres brodées de sa chemise.

## Fiche technique
Sauf indication contraire, les informations mentionnées dans cette section peuvent être confirmées par la base de données cinématographiques IMDb,  présente dans la section « Liens externes ».
- Titre original et francophone : Kinds of Kindness
- Titre québécois : Sortes de gentillesse[2]
- Titre de travail : And
- Réalisation : Yórgos Lánthimos
- Scénario : Efthýmis Filíppou et Yórgos Lánthimos
- Musique : Jerskin Fendrix (en)
- Décors : Anthony Gasparro
- Costumes : Jennifer Johnson
- Photographie : Robbie Ryan
- Son : Johnnie Burn[3]
- Montage : Yorgos Mavropsaridis (en)
- Production : Ed Guiney, Yórgos Lánthimos, Andrew Lowe et Kasia Malipan
- Production déléguée : Daniel Battsek, Louise Lovegrove et Ollie Madden
- Sociétés de production : Element Pictures, Film4 et Searchlight Pictures
- Société de distribution : Searchlight Pictures (États-Unis, France, Québec)
- Budget : 15 millions de dollars[4]
- Pays de production :  Irlande,  Royaume-Uni,  États-Unis
- Langue originale : anglais
- Format : couleur
- Genre : comédie noire, thriller psychologique
- Durée : 164 minutes
- Dates de sortie :
  - France : 17 mai 2024 (Festival de Cannes) ; 26 juin 2024 (sortie nationale)
  - États-Unis, Québec : 21 juin 2024
  - Royaume-Uni, Irlande : 28 juin 2024
  - Belgique : 3 juillet 2024
- Classification :
  - États-Unis : R - Restricted (Interdit aux moins de 17 ans non accompagnées)
  - France : Interdit aux moins de 12 ans avec avertissement

## Distribution
- Emma Stone (VF : Elisabeth Ventura) :
  - Rita (« La mort de R.M.F. »)
  - Liz (« R.M.F. vole »)
  - Emily (« R.M.F. mange un sandwich »)
- Jesse Plemons (VF : Damien Ferrette) :
  - Robert (« La mort de R.M.F. »)
  - Daniel (« R.M.F. vole »)
  - Andrew (« R.M.F. mange un sandwich »)
- Willem Dafoe (VF : Éric Herson-Macarel) :
  - Raymond (« La mort de R.M.F. »)
  - George (« R.M.F. vole »)
  - Omi (« R.M.F. mange un sandwich »)
- Margaret Qualley (VF : Kelly Marot) :
  - Vivian (« La mort de R.M.F. »)
  - Martha (« R.M.F. vole »)
  - Ruth et Rebecca, les jumelles (« R.M.F. mange un sandwich »)
- Hong Chau (VF : Yumi Fujimori) :
  - Sarah (« La mort de R.M.F. »)
  - Sharon (« R.M.F. vole »)
  - Aka (« R.M.F. mange un sandwich »)
- Joe Alwyn (VF : Jim Redler) :
  - l’homme évaluant les objets (« La mort de R.M.F. »)
  - Jerry (« R.M.F. vole »)
  - Joseph (« R.M.F. mange un sandwich »)
- Mamoudou Athie (VF : Eilias Changuel) :
  - Will (« La mort de R.M.F. »)
  - Neil (« R.M.F. vole »)
  - l'infirmier de la morgue (« R.M.F. mange un sandwich »)
- Hunter Schafer (VF : Caroline Mozzone) : Anna (« R.M.F. mange un sandwich »)
- Yorgos Stefanakos : R.M.F.
- Merah Benoit (VF : Coralie Thuilier) : la fille d'Emily (« R.M.F. mange un sandwich »)
- Jerskin Fendrix (en) : le pianiste du Cheval (« La mort de R.M.F. »)

Version française
- Studio de doublage : Dubbing Brothers
- Direction artistique : Nathalie Régnier

 Source et légende : version française (VF) sur RS Doublage

## Production

### Genèse et développement
Le scénario est écrit par Yórgos Lánthimos et Efthymis Filippou. Le projet est annoncé en 2022, et s'intitule initialement And. Il est notamment produit par Element Pictures, Film4 et Searchlight Pictures. Yórgos Lánthimos est également annoncé à la réalisation. Emma Stone, Jesse Plemons, Willem Dafoe et Margaret Qualley sont annoncés alors que le tournage doit commencer à la Nouvelle-Orléans en octobre 2022. En octobre 2022, Hong Chau, Joe Alwyn et Mamoudou Athie rejoignent la distribution.
Dans un entretien de février 2023, Hunter Schafer révèle qu'elle fait « une petite apparition dans le film. ». En décembre, le film est rebaptisé Kinds of Kindness.

### Tournage
Le tournage débute le 24 octobre 2022 et s'achève le 16 décembre 2022 à La Nouvelle-Orléans,.

## Sortie

### Accueil critique
En France, le site Allociné propose une moyenne de 2,8⁄5, d'après l'interprétation de 30 critiques de presse.

## Distinctions

### Récompense
- Festival de Cannes 2024 : prix d'interprétation masculine pour Jesse Plemons[15]

### Nomination
- Golden Globes 2025 : Meilleur acteur dans un film musical ou une comédie pour Jesse Plemons

### Sélection
- Festival de Cannes 2024 : en compétition officielle[16]